# 枚方市立村野中学校
枚方市立村野中学校（ひらかたしりつ むらのちゅうがっこう）は、かつて大阪府枚方市村野西町にあった公立中学校。
1974年に創立したが、枚方市の学校統廃合計画の対象校となり2001年3月31日限りで閉校となった。

## 沿革
地域の宅地化に伴う生徒数の急増により、1974年に枚方市立第四中学校より分離開校した。しかしその後、少子化などに伴う生徒数の減少により、校区を第四中学校・東香里中学校・桜丘中学校の3校の校区へ分離編入する形で閉校となった。
- 1974年4月1日 - 枚方市立村野中学校として開校。
- 1974年11月2日 - 体育館完成。この日を創立記念日に制定。
- 1975年1月8日 - 校歌完成
- 1983年4月1日 - 従来の校区の一部を、新設の枚方市立桜丘中学校校区へ分離。
- 2001年3月23日 - 閉校式を実施。
- 2001年3月31日 - 閉校。

## 跡地利用
跡地は、知的障害児を主な教育対象とする大阪府立新設支援学校として活用される見通しが示された。
新校は大阪府立四條畷北高等学校（2010年3月閉校）の跡地を転用・改修して、大阪府立交野支援学校四条畷校として2010年度に開設された。
村野中学校跡地は2009年、大阪府立枚方西高等学校跡地などとの土地交換で府有地となった。大阪府は既存の旧校舎・施設の活用可能性も検討しながら、支援学校開設準備をすすめるとした。2015年4月、跡地に大阪府立枚方支援学校および大阪府立むらの高等支援学校が開校した。交野支援学校四条畷校が移転・独立するのではなく、通学範囲を新設校に分割して存続する形となっている。